# Schöntal
Schöntal ist eine Gemeinde im Hohenlohekreis im fränkisch geprägten Nordosten Baden-Württembergs. Sie gehört zur Region Heilbronn-Franken (bis 20. Mai 2003 Region Franken).

## Geographie

### Geographische Lage
Schöntal, die Gemeinde mit der größten Fläche im Hohenlohekreis, liegt in Luftlinie rund 15 km westnordwestlich der Kreisstadt Künzelsau und rund 30 km nordöstlich des Regionszentrums Heilbronn. Die größeren Dörfer reihen sich im unteren Tal der Jagst, die die Gemeinde westsüdwestlich durchläuft, oder liegen in den dem Fluss zulaufenden Nebentälern des linken Sindelbachs, dann des rechten Erlenbachs und – erst in einer Nachbargemeinde unterhalb – der ebenfalls rechten Kessach. Auf den Höhen zwischen diesen und einigen Nachbargewässern gibt es nur kleine Siedlungsplätze.
Das Gebiet der Gemeinde hat im Südosten Anteil am Unterraum Kocher-Jagst-Ebenen, im Nordwesten am Unterraum Bauland des Naturraums Neckar- und Tauber-Gäuplatten. Die hier sehr hügelige Hochebene, überwiegend offen und beackert, aber auch mit merklichem Waldanteil, wird von tiefen Muschelkalktälern gegliedert. Der höchste Punkt der Gemeinde liegt an der Trasse des vorgeschichtlichen Fernwegs Hohe Straße östlich eines gleichnamigen Siedlungsplatzes am Südrand der Gemeinde auf fast 400 m ü. NN, der niedrigste am Ausfluss der Jagst auf etwa 198 m ü. NN.

### Nachbargemeinden
An das Gebiet Schöntals grenzen die Kleinstädte und Gemeinden
- Im Neckar-Odenwald-Kreis Adelsheim im Nordwesten und Ravenstein im Norden
- Im Hohenlohekreis Krautheim im Nordosten, Ingelfingen im Osten, Weißbach im Südosten und Forchtenberg im Süden
- Im Landkreis Heilbronn Jagsthausen im Südwesten und Widdern im Westen

### Gemeindegliederung
Die Gemeinde besteht aus folgenden Ortsteilen (ehemalige Gemeinden mit ihren damaligen Ortsteilen):
| Wappen Aschhausen                             | - Aschhausen (238 Einw.) mit dem Dorf Aschhausen und der abgegangenen Ortschaft Ottohausen | Aschhausen, Teile der alten Burg (2008)              |
| Wappen Berlichingen                           | - Berlichingen (690 Einw.) mit dem Dorf Berlichingen, dem Gehöft Neuhof und dem Haus Ziegelhütte sowie den abgegangenen Ortschaften Erlahe und Hiupenhusen | Berlichingen, an der Hauptstraße (2015)              |
| Wappen Bieringen                              | - Bieringen (1090 Einw.) mit dem Dorf Bieringen, dem Weiler Weltersberg sowie der abgegangenen Burg Urhausen | Bieringen, bei der Kirche (2012)                     |
| Wappen der Altgemeinde Schöntal               | - Kloster Schöntal (früher nur Schöntal) (181 Einw.) bestehend aus dem ehemaligen Kloster Schöntal und den umliegenden Wohnhäusern → zusammen der Altort Schöntal, den Weilern Rossach und Spitzenhof, dem Ort Eichelshof, dem Wohnplatz Neusaß, dem Gehöft Halsberg und dem Haus Kreuzberg sowie den abgegangenen Ortschaften Brechelberg, Eschach, Eschenau, Hoefelden, Hohenhart und Stein | Schöntal, im Dorf (2019)                             |
| Wappen Marlach.png                            | - Marlach (461 Einw.) mit dem Dorf Marlach, den Weilern Altdorf und Sershof und dem Gehöft Unterer Sershof | Marlach, Kirche Sankt Georg (2015)                   |
| Wappen Oberkessach                            | - Oberkessach (1147 Einw.) mit dem Dorf Oberkessach und den Weilern Hopfengarten und Weigental |                                                      |
| Wappen Sindeldorf                             | - Sindeldorf: (490 Einw.) ohne weitere Ortsteile | Sindeldorf, Pfarrscheune (2014)                      |
| Wappen Westernhausen                          | - Westernhausen: (1020 Einw.) mit dem Dorf Westernhausen und der Ruine Stein samt ihrem wüst gefallenen Burgweiler, sowie der abgegangenen Ortschaft Ruthardtsdorf | Naturdenkmal Dachsbauweiher bei Westernhausen (2015) |
| Wappen Winzenhofen (vereinfacht) v.2016-1.svg | - Winzenhofen: (308 Einw.) mit dem Dorf Winzenhofen, dem Gehöft Heßlingshof sowie der abgegangenen Ortschaft Stedenbach (?) | alte Eisenbahnbrücke bei Winzenhofen (2012)          |

Einwohnerzahlen: Stand Dezember 2018

### Flächenaufteilung
Nach Daten des Statistischen Landesamtes, Stand 2014.

## Geschichte

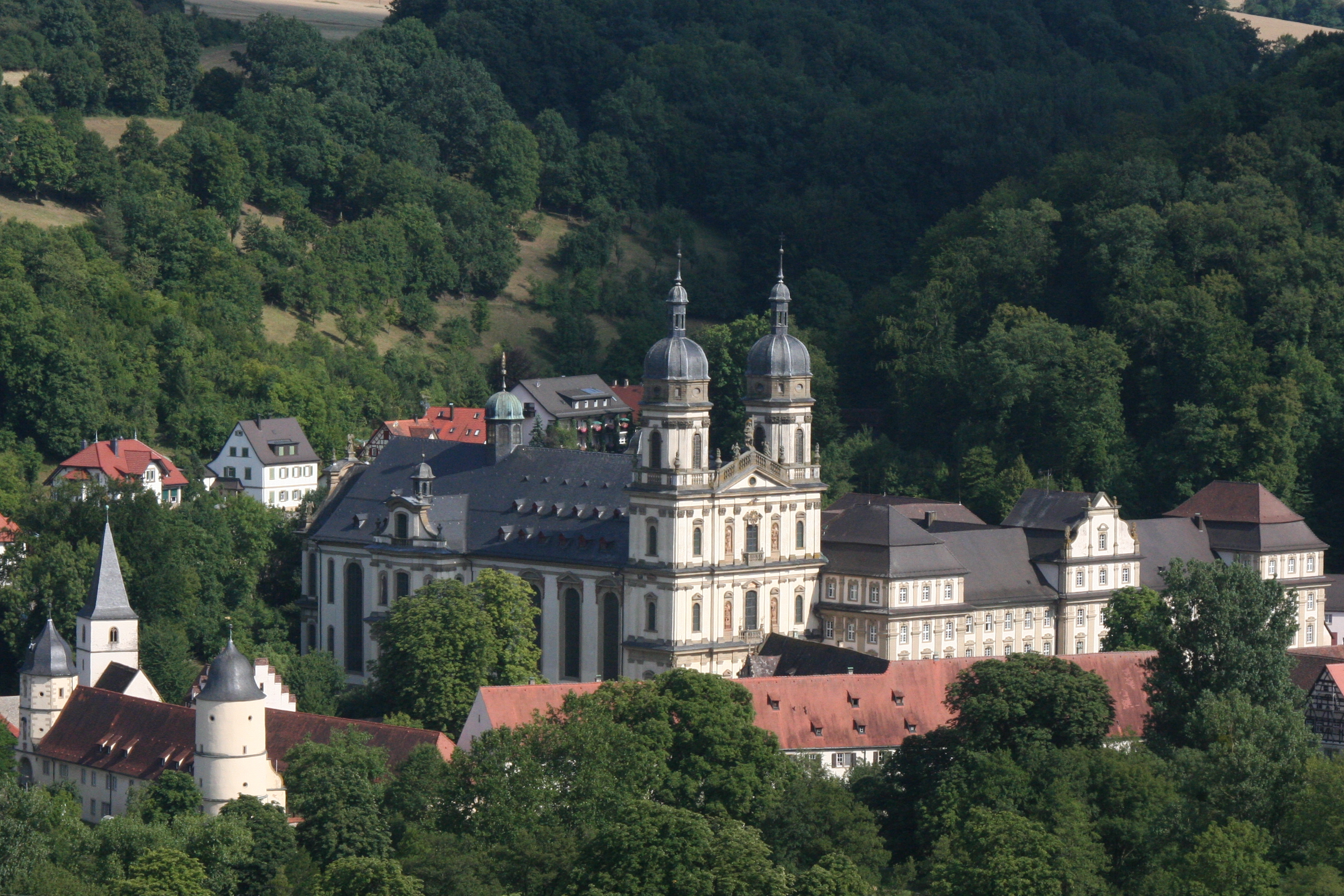
Kloster Schöntal

Das Zisterzienserkloster Schöntal wurde im Jahre 1157 gegründet. Zwischen 1708 und 1736 wurde die Klosterkirche errichtet, 1802 wurde das Kloster säkularisiert. Ebenfalls 1802 kamen alle heutigen Ortsteile außer Winzenhofen zu Württemberg. Das ehemals kurmainzische Winzenhofen ging 1806 an das Großherzogtum Baden und gehörte ab 1939 zum Landkreis Buchen. Nach der Gründung des Königreichs Württemberg waren die württembergischen Ortsteile noch bis 1810 im Amt Schöntal zusammengefasst, wurden dann aber nach der Auflösung dieses Amtes auf verschiedene Ämter verteilt. Schöntal selbst kam zum Oberamt Künzelsau.
1851 war das Gründungsjahr der Gemeinde, die zunächst nur aus den Ortschaften Schöntal, Halsberg und Neusaß bestand. 1855 trat der Weiler Rossach dazu, 1888 noch Eichelshof und Spitzenhof.
Im Jahr 1900 wurde die schmalspurige Jagsttalbahn mit Bahnstationen in Berlichingen, Schöntal und Bieringen in Betrieb genommen, 1988 wurde sie stillgelegt.
In den frühen 1920er Jahren pachteten der aus Berlichingen stammende Simon Metzger und der Künzelsauer Jacob Baer das Gut Halsberg. In der Folge entstand hier eine Hachschara-Einrichtung für junge Juden, die nach Palästina auswandern wollten. Diese Einrichtung wird von Ulrich Tromm unter Bezug auf ein Rundschreiben des Praktikantenamtes des Blau-Weiss vom 10. Juli 1924, erwähnt. Bislang unbekannt ist das weitere Schicksal der Einrichtung. In der von Albert J. Phiebig erstellten Statistik über die am 1. August 1938 bestehenden deutschen Hachschara-Stätten wird sie nicht erwähnt.
Bei der Kreisreform während der NS-Zeit in Württemberg gelangte die Gemeinde Schöntal 1938 zum Landkreis Künzelsau. 1945 wurde Schöntal Teil der Amerikanischen Besatzungszone und gehörte somit zum neu gegründeten Land Württemberg-Baden, das 1952 im jetzigen Bundesland Baden-Württemberg aufging.
Am 1. März 1972 wurde die heutige Gemeinde Schöntal durch den Zusammenschluss von acht bisher selbstständigen Gemeinden gebildet und dem Hohenlohekreis zugeschlagen.
Bei den am 1. März 1972 zusammengeschlossen acht Gemeinden handelt es sich um Aschhausen, Berlichingen, Bieringen, Marlach, Oberkessach, Schöntal (heute als Kloster Schöntal bezeichnet), Sindeldorf und Westernhausen des damaligen Landkreises Künzelsau. Am 1. Januar 1973 wurde die Gemeinde Winzenhofen des ehemaligen Landkreises Buchen als neunte Gemeinde eingegliedert.

## Religion
Die Gemeinde Schöntal ist überwiegend katholisch geprägt. In Berlichingen gab es über Jahrhunderte eine große jüdische Landgemeinde, ein jüdischer Friedhof aus dieser Zeit existiert noch heute. Auch in Bieringen waren seit dem 17. Jahrhundert bis zur Auflösung der dortigen Gemeinde um das Jahr 1900 Juden ansässig.

## Politik

### Gemeinderat

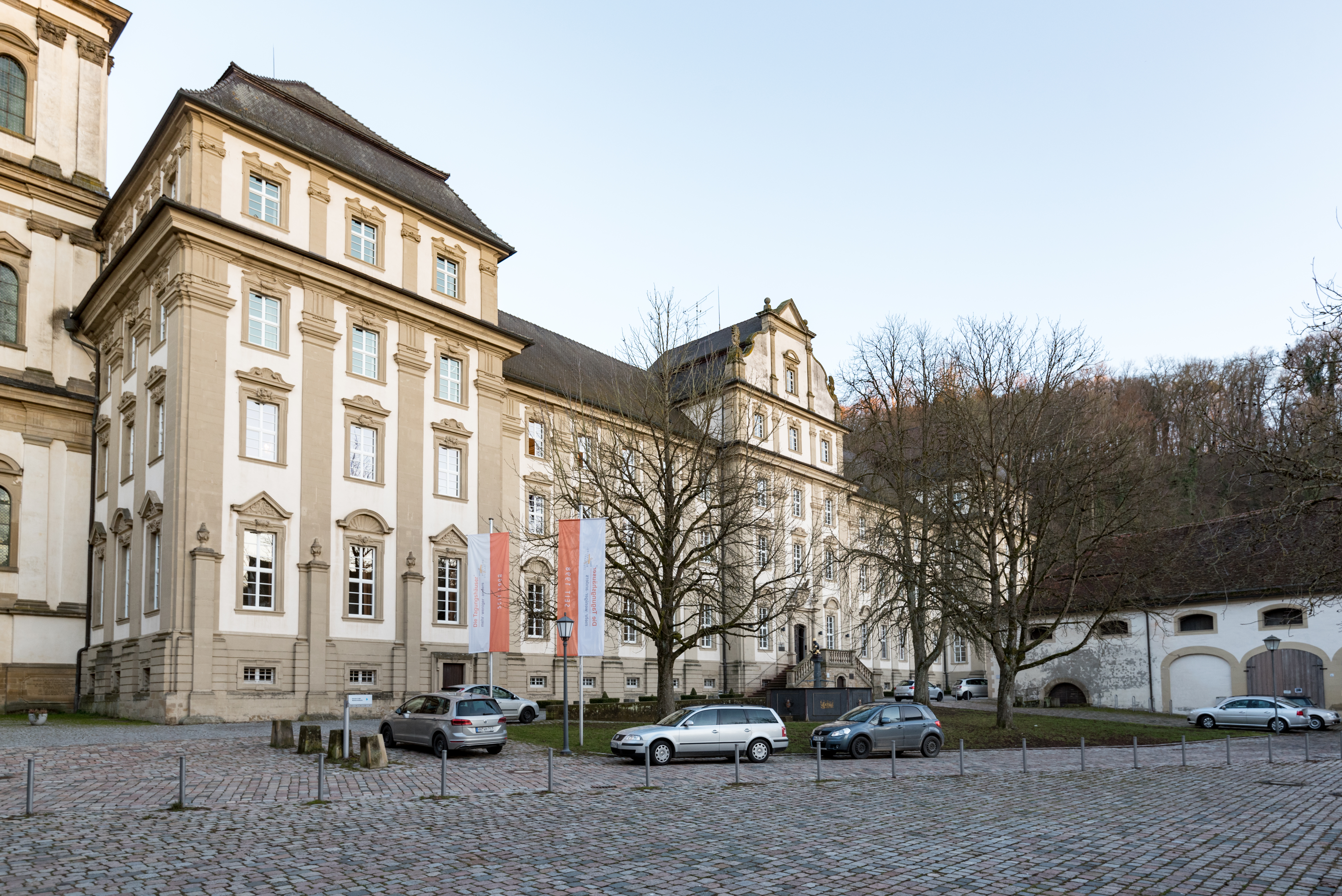
Rathaus der Gemeinde Schöntal sowie Waldschulheim und katholisches Tagungshaus in den Konventgebäuden des Klosters (2019)

In Schöntal wird der Gemeinderat nach dem Verfahren der unechten Teilortswahl gewählt. Dabei kann sich die Zahl der Gemeinderäte durch Überhangmandate verändern. Der Gemeinderat in Schöntal hat nach der letzten Wahl 22 Mitglieder (2019: 24). Er besteht aus den gewählten ehrenamtlichen Gemeinderäten und der Bürgermeisterin als Vorsitzende. Die Bürgermeisterin ist im Gemeinderat stimmberechtigt. 
Die Kommunalwahl am 9. Juni 2024 führte zu folgendem Endergebnis. Die Wahlbeteiligung lag bei 73,88 % (2019: 70,6 %).
| Partei / Liste | 9. Juni 2024 | 9. Juni 2024 | 26. Mai 2019 | 26. Mai 2019 | 25. Mai 2014 | 25. Mai 2014 |
| -------------- | ------------ | ------------ | ------------ | ------------ | ------------ | ------------ |
| CDU            | 50,99 %      | 11 Sitze     | 58,0 %       | 14 Sitze     | 61,4 %       | 14 Sitze     |
| FWV            | 49,01 %      | 11 Sitze     | 41,0 %       | 10 Sitze     | 39,1 %       | 9 Sitze      |

### Bürgermeisteramt
Der Bürgermeister wird in direkter Wahl für eine Amtszeit von acht Jahren gewählt. Seit 2020 ist Joachim Scholz Bürgermeister von Schöntal. Er wurde am 20. Mai 2020 bei einer Wahlbeteiligung von 63 % mit 71,5 % der abgegebenen Stimmen für acht Jahre gewählt.
Die vorigen Bürgermeister waren:
- 1972–1996: Karl Hehn (CDU)
- 1996–2004: Karl-Heinz Börkel (CDU)
- 2004–2020: Patrizia Filz (CDU)

### Wappen und Flagge
Die Blasonierung des Schöntaler Wappens lautet: In Grün schräg gekreuzt aus dem Unterrand emporkommend ein goldener Krummstab und eine rechte silberne Eisenfaust, die Kreuzung überdeckt mit einem erniedrigten, doppelreihig von Rot und Silber geschachten Balken (Zisterzienserbalken). Die Flagge der Gemeinde ist Gelb-Grün.
Die frühere Gemeinde Schöntal führte in ihren Stempeln die Klosterkirche. 1972 wurde ihr ein auf dem Klosterwappen basierendes Bildkennzeichen mit dem Zisterzienserbalken und dem goldenen Krummstab auf grünem Grund verliehen. Die neue Gemeinde Schöntal übernahm beide Figuren in ihr Wappen, der Krummstab repräsentiert seitdem neben dem Kloster auch die Ortsteile, die zu Kurmainz gehört hatten. Hinzu kam die Eiserne Hand des Götz von Berlichingen, der im Kloster begraben liegt. Wappen und Flagge wurden der Gemeinde am 19. September 1978 vom Landratsamt des Hohenlohekreises verliehen.

### Gemeindepartnerschaft
Zwischen dem Ortsteil Sindeldorf und der französischen Gemeinde Marigny-Saint-Marcel (Département Haute-Savoie) besteht seit 1959 eine inoffizielle Partnerschaft. Diese wurde von Sindeldorfer Willy Humm initiiert, der 1946 als Kriegsgefangener auf einem Bauernhof in Marigny arbeitete. Nach Willy Humm wurde zum 50. Jubiläum der Partnerschaft eine Straße in Marigny benannt. Eine weitere Straße trägt den Namen „Avenue de Sindeldorf“.

## Wirtschaft und Infrastruktur

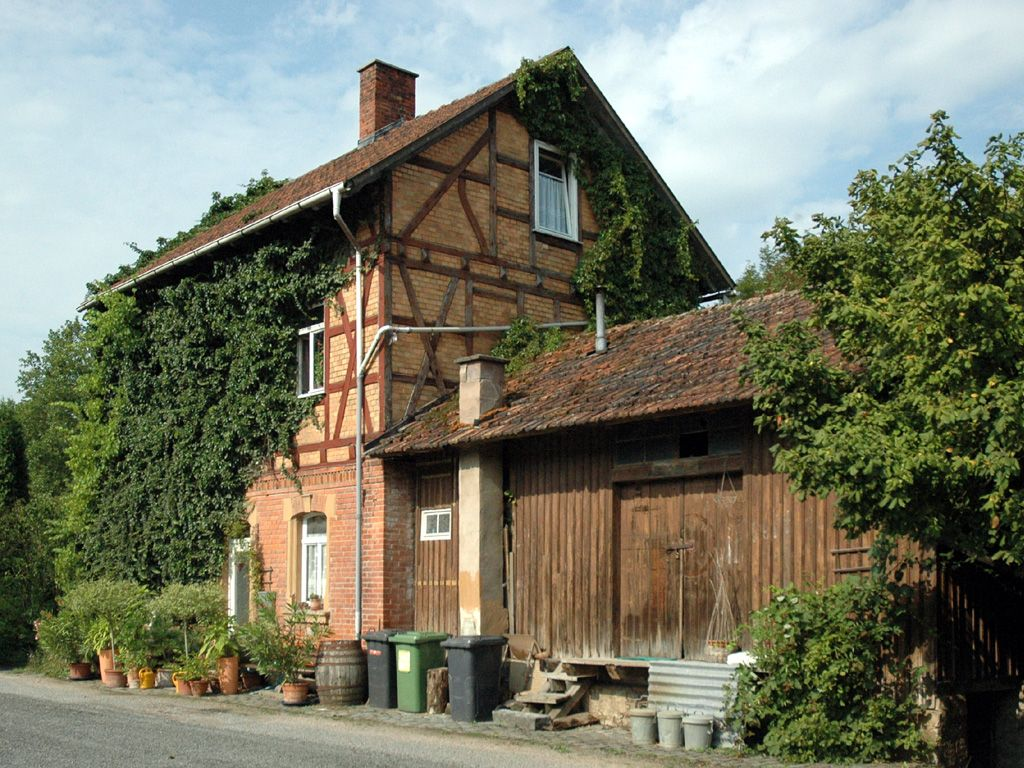
Empfangsgebäude der ehemaligen Jagsttalbahn am Kloster Schöntal (Juli 2008)

### Verkehr
Der Kocher-Jagst-Radweg verläuft als touristischer Landes-Radfernweg durch Schöntal. Er ist ein Rundkurs entlang der beiden Flüsse Kocher und Jagst zwischen Bad Friedrichshall und einer Querverbindung zwischen den Tälern bei Aalen (Stadtteil Unterkochen) und Lauchheim. 

### Ortsansässige Unternehmen
- Eckert Fertigungstechnik
- LTI Metalltechnik GmbH
- ZIEHL-ABEGG SE
- DLK Ventilatoren GmbH
- KSMA, Karl Heinz Sitzler Maschinen- und Anlagenbau GmbH

### Weinbau
Früher war der Weinbau im Jagsttal sehr ausgeprägt. Heute wird er nur noch in Bieringen in geringem Umfang betrieben.

### Sport und Freizeitanlagen
- Badeplatz Schöntal
- Badeplatz Westernhausen
- Sportplätze in Berlichingen, Bieringen, Marlach, Oberkessach und Westernhausen
- Grillhütten in Berlichingen, Bieringen, Marlach, Oberkessach, Westernhausen und Sindeldorf

## Kultur und Sehenswürdigkeiten

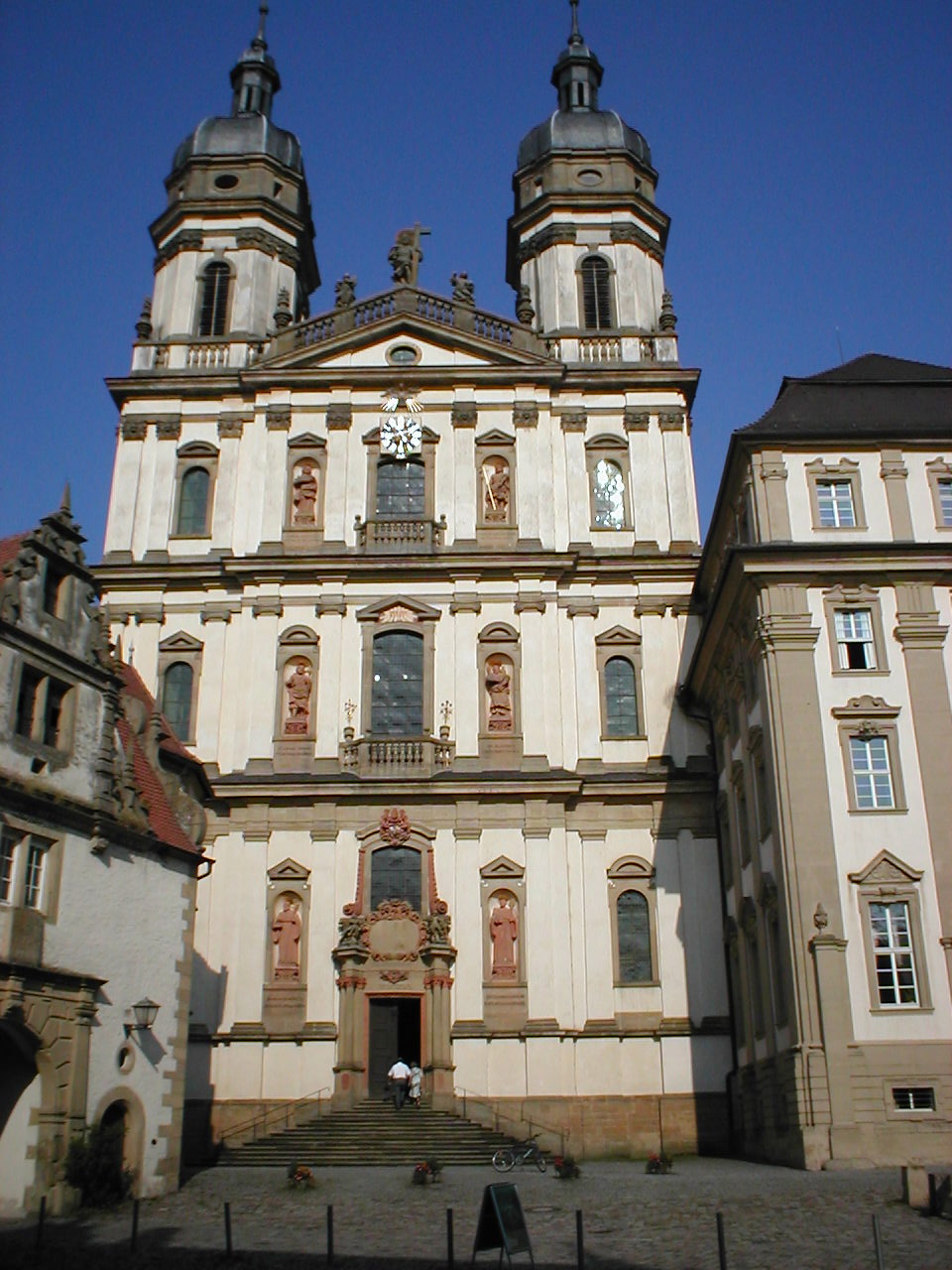
Barockkirche des Zisterzienserklosters Schöntal

- Das Kloster Schöntal, eine ehemalige Zisterzienserabtei, wurde 1157 gegründet und 1802 säkularisiert. Es gilt als die schönste geistliche Residenz der Barockzeit im Norden Baden-Württembergs. Heute sind in den Gebäuden unter anderem ein Bildungshaus der Diözese Rottenburg-Stuttgart, ein Waldschulheim sowie das Rathaus der Gemeinde Schöntal untergebracht.
- Aschhausen: Die Burg Aschhausen geht auf das Mittelalter zurück. Sie wurde 1523 zerstört und erhielt ihre heutige Gestalt hauptsächlich durch Bauten aus dem 18. Jahrhundert.
- Berlichingen: Burg Berlichingen ist die Stammburg der Herren von Berlichingen (Privatbesitz). Der Jüdische Friedhof Berlichingen ist der größte im Hohenlohekreis.
- Bieringen: Die römisch-katholische Kirche St. Kilian wurde 1722 erbaut.
- Westernhausen: In der Ruine Stein finden sich Mauerreste eines Steinschlosses aus dem 14. Jahrhundert.
- Die Neusaßer Linde ist ein Naturdenkmal bei der Wallfahrtskirche Neusaß, die zum Kloster Schöntal gehört. Der Baum hat ein Alter von etwa 300 bis 500 Jahren und einen Stammumfang von 8,62 Metern.
- Storchenturm, Ruine eines ehemaligen Wacht- und Beobachtungsturmes am Hang des Storchenbergs am Nordufer der Jagst

## Söhne und Töchter der Gemeinde
- Götz von Berlichingen (um 1480–1563), fränkischer Reichsritter, geboren vermutlich in Berlichingen oder Jagsthausen, begraben im Kloster Schöntal
- Gottfried Wizigerreuter (1797–1862), Jurist und Politiker
- Eduard von Schmidlin (1804–1869), Kultminister des Königreichs Württemberg
- Karl Schmidlin (1805–1847), schwäbischer Pfarrer und Dichter
- Adolph Schmidlin (1808–1875), Verwaltungsbeamter
- Johann Kuhn (1877–1954), Landwirt und Politiker
- August Kuhn (1886–1964), Gewerkschafter und Politiker (CDU)
- Marie Sieger-Polack (1886–1970), Malerin
- Siegfried Straub (1894–1915), Dichter, geboren in Berlichingen
- Wolfgang Kaiser (1923–2005), Informatiker und Hochschullehrer
- Wolfgang Rückert (* 1942), Politiker (CDU), ehemaliger Staatssekretär im Finanzministerium Baden-Württemberg
- Klaus-Peter Dolde (* 1944), Verwaltungsrechtswissenschaftler, Hochschullehrer und Fachanwalt für Verwaltungsrecht
- Ulrich Hebenstreit (* 1947), Jurist, 2000–2012 Richter am Bundesgerichtshof
- Conny Conrad (1958–2021), Komponist, Gitarrenvirtuose, Texter und Musikproduzent
- Valentin Abel (* 1991), Politiker (FDP)